# KBS 만화영화주제가
KBS 만화영화주제가는 ?에서 출시한 카세트테이프이다. 유튜브에서 유성가면 채널의 동영상 시청할 예정이다.

## 곡 목록
시청할 예정은 굵은 글씨 표시
1. 날아라 슈퍼보드
2. 비눗방울
3. 달려라 하니
4. 옛날옛적에
5. 떠돌이 까치
6. 아기공룡 둘리
7. 2020 원더키디
8. 동화나라 ABC
9. 지구는 초록별
10. 햇살나무
11. 천방지축 하니
12. 위제트
13. 날아라 마야
14. 엄마찾아 삼만리
15. 보물섬
16. 꼬마자동차 붕붕
17. 미래소년 코난
18. 은비까비의 옛날옛적에
19. 플란다스의 개
20. 정글북
21. 열세살

## 시청 목록
| 면  | 제목                       | 시간 |
| --- | -------------------------- | ---- |
| A면 | 날아라 슈퍼보드 ~ 햇살나무 | ?분  |
| B면 | 천방지축 하니 ~ 열세살     | ?분  |

## 날짜 목록
| 날짜 일자 | 제목                     |
| --------- | ------------------------ |
| 시청 예정 | KBS 만화영화주제가 A (?) |
| 시청 예정 | KBS 만화영화주제가 B (?) |

## 스태프
- 기획,발행:?